# Tuxentius gabrieli
Tuxentius gabrieli is een vlinder uit de familie van de Lycaenidae. De wetenschappelijke naam van de soort is voor het eerst geldig gepubliceerd in 1999 door Balint.